# Liste der Darsteller der Fernsehserie Homeland
Dieser Artikel bietet eine Übersicht über die Hauptdarsteller und die wichtigsten Neben- und Gastdarsteller der US-Fernsehserie Homeland sowie deren deutsche Synchronsprecher.

## Hauptbesetzung
| Rollenname            | Schauspieler      | Hauptrolle (Folgen)  | Nebenrolle (Folgen)                                                                           | Gastrolle (Folgen) | Synchronsprecher     |
| --------------------- | ----------------- | -------------------- | --------------------------------------------------------------------------------------------- | ------------------ | -------------------- |
| Carrie Anne Mathison  | Claire Danes      | 1.01–8.12            |                                                                                               |                    | Nana Spier           |
| Nicholas „Nick“ Brody | Damian Lewis      | 1.01–3.12            |                                                                                               | 4.07               | Torben Liebrecht     |
| Jessica „Jess“ Brody  | Morena Baccarin   | 1.01–3.06            |                                                                                               |                    | Melanie Hinze        |
| Chris Brody           | Jackson Pace      | 1.01–3.06            |                                                                                               |                    | Simon Dirks          |
| Dana Brody            | Morgan Saylor     | 1.01–3.09            |                                                                                               |                    | Jodie Blank          |
| Saul Berenson         | Mandy Patinkin    | 1.01–8.12            |                                                                                               |                    | Erich Räuker         |
| Mike Faber            | Diego Klattenhoff | 1.01–2.12            |                                                                                               | 3.04               | Peter Lontzek        |
| David Estes           | David Harewood    | 1.01–2.12            |                                                                                               |                    | Ingo Albrecht        |
| Virgil                | David Marciano    | 2.01–2.12            | 1.01–1.05, 1.10, 1.12                                                                         | 3.04–3.05, 3.09    | Joachim Tennstedt    |
| Abu Nazir             | Navid Negahban    | 2.01–2.12            | 1.01–1.05, 1.09, 1.12                                                                         | 3.09               | Tayfun Bademsoy      |
| William „Bill“ Walden | Jamey Sheridan    | 2.01–2.10            | 1.01, 1.09–1.12                                                                               |                    | Stephan Hoffmann     |
| Mira Berenson         | Sarita Choudhury  | 3.01–3.12            | 1.05–1.06, 1.08, 2.12, 4.01, 4.09, 4.12, 6.10                                                 |                    | Bettina Weiß         |
| Peter Quinn           | Rupert Friend     | 3.01–6.12            | 2.04–2.12                                                                                     |                    | Kim Hasper           |
| Dar Adal              | F. Murray Abraham | 3.01–3.12, 5.01–6.12 | 2.09–2.10, 4.02–4.03, 4.11–4.12, 7.11                                                         |                    | Reinhard Kuhnert     |
| Andrew Lockhart       | Tracy Letts       | 3.01–4.12            |                                                                                               |                    | Frank-Otto Schenk    |
| Fara Sherazi          | Nazanin Boniadi   | 4.01–4.10            | 3.02, 3.04, 3.06–3.08, 3.10                                                                   |                    | Ilona Brokowski      |
| Martha Boyd           | Laila Robins      | 4.01–4.10            |                                                                                               |                    | Denise Gorzelanny    |
| Allison Carr          | Miranda Otto      | 5.01–5.12            |                                                                                               |                    | Katrin Zimmermann    |
| Otto Düring           | Sebastian Koch    | 5.01–5.12            | 6.01                                                                                          |                    | Sebastian Koch       |
| Jonas Holländer       | Alexander Fehling | 5.01–5.12            |                                                                                               |                    | Alexander Fehling    |
| Laura Sutton          | Sarah Sokolovic   | 5.01–5.12            |                                                                                               |                    | Dascha Lehmann       |
| Elizabeth Keane       | Elizabeth Marvel  | 6.01–7.12            |                                                                                               |                    | Sabine Falkenberg    |
| Max Piotrowski        | Maury Sterling    | 7.01–8.08            | 1.01–1.05, 2.04, 2.06–2.09, 3.05–3.06, 3.09, 4.03–4.04, 4.06–4.07, 4.10–4.11, 6.02, 6.06–6.12 |                    | Rainer Fritzsche     |
| David Wellington      | Linus Roache      | 7.01–8.12            | 6.12                                                                                          |                    | Norman Matt          |
| Brett O’Keefe         | Jake Weber        | 7.01–7.04            | 6.05, 6.08–6.12                                                                               |                    | Peter Flechtner      |
| Dante Allen           | Morgan Spector    | 7.01–7.10            |                                                                                               |                    | Matthias Deutelmoser |
| Yevgeny Gromov        | Costa Ronin       | 8.01–8.12            | 7.04, 7.06, 7.08–7.09, 7.11–7.12                                                              |                    | Dennis Schmidt-Foß   |
| Haissam Haqqani       | Numan Acar        | 8.02–8.08            | 4.04, 4.06–4.11                                                                               |                    | Numan Acar           |
| Tasneem Qureshi       | Nimrat Kaur       | 8.02–8.12            | 4.04–4.12                                                                                     |                    | Nadja Schönfeldt     |

## Neben- und Gastdarsteller
| Rollenname                 | Schauspieler                                    | Nebenrolle (Folgen)                                                                       | Nebenrolle (Staffeln) | Synchronsprecher                                     |
| -------------------------- | ----------------------------------------------- | ----------------------------------------------------------------------------------------- | --------------------- | ---------------------------------------------------- |
| Frances «Franny» Mathison  | Luna und Lotta Pfitzer Claire und McKenna Keane |                                                                                           | 4 5-7                 |                                                      |
| Gen. Tony Trujillo         | Nestor Serrano                                  | 1.01                                                                                      | 1                     | Rainer Döring                                        |
| Helen Walker               | Afton Williamson                                | 1.01, 1.06, 1.08                                                                          | 1                     | Dana Friedrich                                       |
| Xander                     | Taylor Kowalski                                 | 1.01, 1.03, 1.07, 1.11, 2.03–2.04                                                         | 1–2                   | Ricardo Richter                                      |
| Tom Walker                 | Chris Chalk                                     | 1.01, 1.06, 1.08–1.10, 1.12, 3.09                                                         | 1, 3                  | Dennis Schmidt-Foß                                   |
| Warzer Zafir               | Ali Suliman                                     | 1.01                                                                                      | 1                     |                                                      |
| Hasan Ibrahim              | Yousef Sweid                                    | 1.01                                                                                      | 1                     | Mehmet Yilmaz                                        |
| Maggie Mathison            | Amy Hargreaves                                  | 1.02, 1.05, 1.07, 1.11–2.01, 3.02, 4.01–4.02, 4.11–4.12, 7.01–7.04, 7.07–7.08, 7.10, 8.12 | 1–4, 7–8              | Cathlen Gawlich                                      |
| Maj. Foster                | Scott Bryce                                     | 1.02, 1.04                                                                                | 1                     | Wolfgang Wagner                                      |
| Farid Bin Abbud            | Amir Arison                                     | 1.02–1.03                                                                                 | 1                     | Jaron Löwenberg                                      |
| Lynne Reed                 | Brianna Brown                                   | 1.02–1.03                                                                                 | 1                     | Manja Doering                                        |
| Stacey Moore               | Melissa Benoist                                 | 1.02–1.03                                                                                 | 1                     | Damineh Hojat                                        |
| Latif Bin Walid            | Alok Tewari                                     | 1.02–1.04                                                                                 | 1                     | Mehmet Yilmaz                                        |
| Jeffrey Turner             | Michael McKean                                  | 1.02                                                                                      | 1                     | Frank-Otto Schenk                                    |
| Pittman                    | Jason Hatfield                                  | 1.02–1.03, 1.05                                                                           | 1                     | Andi Krösing                                         |
| Lawrence O’Donnell         | Lawrence O’Donnell                              | 1.03                                                                                      | 1                     | Stefan Gossler                                       |
| Raqim Faisal               | Omid Abtahi                                     | 1.03–1.05                                                                                 | 1                     | Diab Nasser                                          |
| Aileen Morgan              | Marin Ireland                                   | 1.03–1.04, 1.06–1.07, 2.07                                                                | 1–2                   | Julia Kaufmann                                       |
| CNN-Produzentin            | Gaby Hoffmann                                   | 1.03                                                                                      | 1                     | Isabelle Schmidt                                     |
| Elizabeth Gaines           | Linda Purl                                      | 1.04, 1.08, 1.12                                                                          | 1                     | Marina Krogull                                       |
| Danny Galvez               | Hrach Titizian                                  | 1.04–1.09, 1.11–2.03, 2.05–2.06, 2.10–2.11                                                | 1–2                   | Nico Mamone                                          |
| Freundin von Jessica Brody | Annika Boras                                    | 1.04                                                                                      | 1                     | Katharina Spiering                                   |
| Frank Mathison             | James Rebhorn                                   | 1.05, 1.11, 2.01, 2.03, 3.01–3.02, 3.04, 3.12                                             | 1–3                   | Kaspar Eichel                                        |
| Afsal Hamid                | Waleed Zuaiter                                  | 1.05                                                                                      | 1                     |                                                      |
| Larry                      | James Urbaniak                                  | 1.06, 2.11                                                                                | 1–2                   | Gerald Schaale                                       |
| Haigh                      | Sherman Howard                                  | 1.06                                                                                      | 1                     | Andreas Müller                                       |
| Lauder Wakefield           | Marc Menchaca                                   | 1.06, 2.02–2.04, 2.06                                                                     | 1–2                   | Sascha Rotermund                                     |
| Calhoun                    | Jeremiah Birkett                                | 1.06                                                                                      | 1                     | Matthias Friedrich                                   |
| Richard Johnson            | Joe Urla                                        | 1.08                                                                                      | 1                     | Eckart Schönbeck                                     |
| Rafan Gohar                | Sammy Sheik                                     | 1.08–1.09                                                                                 | 1                     | Uwe Büschken                                         |
| Mansour Al-Zahrani         | Ramsey Faragallah                               | 1.08–1.10                                                                                 | 1                     | Lutz Schnell                                         |
| Special Agent Hall         | Billy Smith                                     | 1.08–1.09, 2.12, 3.05                                                                     | 1–3                   | Tobias Lelle                                         |
| Issa Nazir                 | Rohan Chand                                     | 1.09                                                                                      | 1                     |                                                      |
| Zahira Gohar               | Hend Ayoub                                      | 1.09                                                                                      | 1                     | Sanam Afrashteh                                      |
| Kyle Galyean               | Trent Dawson                                    | 1.10                                                                                      | 1                     | Matthias Deutelmoser                                 |
| William Pritchard          | Remy Auberjonois                                | 1.10                                                                                      | 1                     | Hans Hohlbein                                        |
| Bassel „Der Schneider“     | Nasser Faris                                    | 1.11, 2.03                                                                                | 1–2                   | Peter Groeger                                        |
| Sanders                    | Charles Borland                                 | 1.11–1.12                                                                                 | 1                     | Johannes Berenz                                      |
| Richard Halsted            | Larry Pine                                      | 1.12, 2.02                                                                                | 1–2                   | Uli Krohm                                            |
| Roya Hammad                | Zuleikha Robinson                               | 2.01–2.04, 2.06–2.09, 2.11                                                                | 2                     | Ghadah Al-Akel                                       |
| Maj. Joy Mendez            | Valerie Cruz                                    | 2.01–2.02, 2.09–2.11                                                                      | 2                     | Silke Matthias                                       |
| Fatima Ali                 | Clara Khoury                                    | 2.01–2.02                                                                                 | 2                     | Anna Grisebach                                       |
| Finn Walden                | Timothée Chalamet                               | 2.01–2.02, 2.04–2.07, 2.10, 2.12                                                          | 2                     | Marco Eßer                                           |
| Greg Merriles              | Alexander Gemignani                             | 2.01, 2.05                                                                                | 2                     | Felix Würgler                                        |
| Cynthia Walden             | Talia Balsam                                    | 2.02–2.03, 2.07, 2.12                                                                     | 2                     | Katharina Koschny                                    |
| Scott Ryan                 | Tim Guinee                                      | 2.02, 3.01, 3.08–3.10, 3.12, 8.01–8.02, 8.04–8.09, 8.11–8.12                              | 2–3, 8                | Tim Moeseritz                                        |
| M.M.                       | Mido Hamada                                     | 2.06, 2.08–2.09                                                                           | 2                     |                                                      |
| Chapman                    | Seth Gilliam                                    | 2.06                                                                                      | 2                     | Andi Krösing                                         |
| Inez                       | Jeanette Dilone                                 | 2.06, 2.08                                                                                | 2                     | Kathrin Neusser                                      |
| Rex Henning                | John Finn                                       | 2.07                                                                                      | 2                     | Jan Spitzer                                          |
| Jack Pritchard             | Victor Slezak                                   | 2.07                                                                                      | 2                     | Joachim Kaps                                         |
| Julia Diaz                 | Daniella Pineda                                 | 2.09                                                                                      | 2                     | Kristina von Weltzien                                |
| Mitchell Clawson           | Chance Kelly                                    | 2.11, 3.08                                                                                | 2–3                   | Johannes Berenz (Staffel 2) Sascha Gluth (Staffel 3) |
| Jeff Ricker                | John Cariani                                    | 2.12                                                                                      | 2                     |                                                      |
| Mike                       | Alon Aboutboul                                  | 2.12                                                                                      | 2                     |                                                      |
| Sloane Nelson              | Edelen McWilliams                               | 2.12                                                                                      | 2                     | Arianne Borbach                                      |
| Leo Carras                 | Sam Underwood                                   | 3.01–3.02, 3.04–3.05                                                                      | 3                     | Wanja Gerick                                         |
| Erin Kimball               | Amy Morton                                      | 3.01                                                                                      | 3                     | Arianne Borbach                                      |
| David Portillo             | Pedro Pascal                                    | 3.01                                                                                      | 3                     | Sebastian Christoph Jacob                            |
| Dr. Troy Richardson        | Gary Wilmes                                     | 3.01–3.02, 3.04                                                                           | 3                     | Marcus Off                                           |
| Navy-Admiral               | Lawrence Clayton                                | 3.01                                                                                      | 3                     | Axel Lutter                                          |
| Mutter von Jessica Brody   | Joanna Merlin                                   | 3.01                                                                                      | 3                     | Sonja Deutsch                                        |
| Dr. Harlan                 | David Aaron Baker                               | 3.02                                                                                      | 3                     | Bernd Vollbrecht                                     |
| Dr. Cass Winthrop          | Stephen Schnetzer                               | 3.03–3.04                                                                                 | 3                     | Peter Reinhardt                                      |
| El Niňo                    | Manny Pérez                                     | 3.03, 3.08                                                                                | 3                     | Abelardo Decamilli                                   |
| Arzt in Caracas, Venezuela | Erik Dellums                                    | 3.03                                                                                      | 3                     | Thomas Petruo                                        |
| Esme                       | Martina García                                  | 3.03                                                                                      | 3                     | Mila da Veela                                        |
| Abby                       | Marcia DeBonis                                  | 3.03–3.04                                                                                 | 3                     | Peggy Sander                                         |
| Amanda Lambert             | Jennifer Marsala                                | 3.03–3.04                                                                                 | 3                     | Anja Mentzendorff                                    |
| Paul Franklin              | Jason Butler Harner                             | 3.03–3.04, 3.08                                                                           | 3                     | Sven Gerhardt                                        |
| Leland Bennett             | Martin Donovan                                  | 3.04, 3.08                                                                                | 3                     | Frank Röth                                           |
| Patricia Cooper            | Stephanie J. Block                              | 3.04                                                                                      | 3                     | Schaukje Könning                                     |
| Richter Robert Strauss     | David Fonteno                                   | 3.04                                                                                      | 3                     | Dieter Memel                                         |
| Fariba Javadi              | Mary Apick                                      | 3.05–3.06                                                                                 | 3                     |                                                      |
| Majid Javadi               | Shaun Toub                                      | 3.06–3.07, 3.10–3.12, 6.04, 6.07–6.09                                                     | 3, 6                  | Rainer Gerlach                                       |
| Alan Bernard               | William Abadie                                  | 3.05, 3.07–3.09, 3.11                                                                     | 3                     | Peter Flechtner                                      |
| Michael Higgins            | William Sadler                                  | 3.05, 3.08, 3.10                                                                          | 3                     | Hans-Jürgen Dittberner                               |
| Det. Calvin Johnson        | Clark Johnson                                   | 3.07                                                                                      | 3                     | Jörg Hengstler                                       |
| Capt. Lonza                | Vincent Irizarry                                | 3.07                                                                                      | 3                     | Axel Malzacher                                       |
| Kouroshi Sherazi           | Parviz Sayyad                                   | 3.08                                                                                      | 3                     | Frank Ciazynski                                      |
| Hafez „A-Z“ Azizi          | Donnie Keshawarz                                | 3.09–3.10                                                                                 | 3                     | Martin Lohmann                                       |
| Yousef Turani              | Jared Ward                                      | 3.09–3.10                                                                                 | 3                     | Alexander Doering                                    |
| Masud Sherazi              | David Diaan                                     | 3.11–3.12                                                                                 | 3                     | Andreas Müller                                       |
| Darish Akbari              | Houshang Touzie                                 | 3.11–3.12                                                                                 | 3                     | Dieter Memel                                         |
| Yousef                     | Bobak Bakhtiari                                 | 3.11–3.12                                                                                 | 3                     | Valentin Stilu                                       |
| Nasrin Nazir               | Naz Deravian                                    | 3.11                                                                                      | 3                     |                                                      |
| Aayan Ibrahim              | Suraj Sharma                                    | 4.01–4.06, 5.03                                                                           | 4–5                   | Patrick Baehr                                        |
| Hank Wonham                | Alex Lanipekun                                  | 4.01, 4.07, 4.09, 5.02                                                                    | 4–5                   | Sebastian Christoph Jacob                            |
| Aaron Gage                 | Patrick St. Esprit                              | 4.01                                                                                      | 4                     | Jens-Uwe Bogadtke                                    |
| Sandy Bachman              | Corey Stoll                                     | 4.01                                                                                      | 4                     | Martin Lohmann                                       |
| Rahim                      | Akshay Kumar                                    | 4.01–4.02, 4.11                                                                           | 4                     | René Dawn-Claude                                     |
| Kiran Shavrani             | Shavani Seth                                    | 4.01–4.02, 4.06–4.07, 4.11                                                                | 4                     | Shanti Chakraborty                                   |
| J.G. Edgars                | Bradley James                                   | 4.01                                                                                      | 4                     | Jeremias Koschorz                                    |
| Jordan Harris              | Adam Godley                                     | 4.02                                                                                      | 4                     | Robin Brosch                                         |
| Vermieterin                | Emily Walker                                    | 4.02–4.03                                                                                 | 4                     | Svantje Wascher                                      |
| Farhad Ghazi               | Tamer Burjaq                                    | 4.02, 4.04–4.05, 4.10                                                                     | 4                     | Mathias Kopetzki                                     |
| John Redmond               | Michael O’Keefe                                 | 4.03–4.10                                                                                 | 4                     | Peter Reinhardt                                      |
| Alan Hensleigh             | Nick Boraine                                    | 4.03, 4.06, 4.09–4.10                                                                     | 4                     | Gerrit Hamann                                        |
| Brian Chase                | Aidan Whytock                                   | 4.03, 4.07, 4.11                                                                          | 4                     |                                                      |
| Dennis Boyd                | Mark Moses                                      | 4.04–4.10                                                                                 | 4                     | Thomas Nero Wolff                                    |
| Aasar Khan                 | Raza Jaffrey                                    | 4.04–4.05, 4.07–4.11                                                                      | 4                     | Nicolas Böll                                         |
| Bunran „Bunny“ Latif       | Art Malik                                       | 4.04, 4.07–4.09, 8.02, 8.07, 8.09                                                         | 4, 8                  | Klaus-Dieter Klebsch                                 |
| Parvez                     | Meren Reddy                                     | 4.04–4.06, 4.10                                                                           | 4                     | Imtiaz Haque                                         |
| Qadir                      | Zahir Bassa                                     | 4.04–4.06                                                                                 | 4                     |                                                      |
| Azam Shah                  | Jòvan Muthray                                   | 4.08                                                                                      | 4                     | Asad Schwarz                                         |
| Astrid                     | Nina Hoss                                       | 4.11, 5.01–5.03, 5.05, 5.09–5.12, 6.06–6.09                                               | 4–6                   | Nina Hoss                                            |
| Ellen Mathison             | Victoria Clark                                  | 4.12                                                                                      | 4                     | Silke Matthias                                       |
| Joe Crocker                | John Getz                                       | 4.12–5.01, 5.10, 6.12                                                                     | 4–6                   | Bodo Wolf                                            |
| Numan                      | Atheer Adel                                     | 5.01–5.05, 5.07–5.08, 5.11–5.12                                                           | 5                     | Simon Derksen                                        |
| Arnim Korzenik             | Sven Schelker                                   | 5.01–5.04                                                                                 | 5                     | Benjamin Levent Krause                               |
| Mills                      | Micah Hauptman                                  | 5.01–5.02, 5.06, 5.08, 5.12                                                               | 5                     | Fabian Oscar Wien                                    |
| Al-Amin                    | George Georgiou                                 | 5.01, 5.11                                                                                | 5                     | Gerrit Hamann                                        |
| BND-Beamter Adler          | Martin Wuttke                                   | 5.01, 5.09–5.11                                                                           | 5                     | Martin Wuttke                                        |
| Sheik Hafiz                | Samir Fuchs                                     | 5.01                                                                                      | 5                     | Samir Fuchs                                          |
| Botschafter Jamil          | Adnan Maral                                     | 5.01                                                                                      | 5                     |                                                      |
| Mike Brown                 | Max Beesley                                     | 5.02                                                                                      | 5                     | Sven Gerhardt                                        |
| Col. Haugen                | Tobias Santelmann                               | 5.02                                                                                      | 5                     | Robert Glatzeder                                     |
| Philipp Becker             | Torben Liebrecht                                | 5.02                                                                                      | 5                     | Torben Liebrecht                                     |
| Behruz                     | Mousa Kraish                                    | 5.02                                                                                      | 5                     | Tino Kießling                                        |
| Waleed                     | Assaad Bouab                                    | 5.02                                                                                      | 5                     | Valentin Stilu                                       |
| Fatima                     | Atossa Leoni                                    | 5.02                                                                                      | 5                     | Atossa Leoni                                         |
| Fernsehmoderator           | Max Volkert Martens                             | 5.02, 5.11–5.12                                                                           | 5                     | Hans-Jürgen Dittberner                               |
| Ayla                       | Lea van Acken                                   | 5.02                                                                                      | 5                     | Lea van Acken                                        |
| Hans Podolski              | Sebastian Hülk                                  | 5.02, 5.09–5.12                                                                           | 5                     | Arne Stephan                                         |
| Demet                      | Gizem Emre                                      | 5.02                                                                                      | 5                     | Gizem Emre                                           |
| Etai Luskin                | Allan Corduner                                  | 5.03–5.05, 5.07–5.09, 6.04                                                                | 5, 6                  | Reent Reins                                          |
| Scott                      | William R. Moses                                | 5.03                                                                                      | 5                     | Rainer Doering                                       |
| Gregor                     | Max Mauff                                       | 5.03                                                                                      | 5                     |                                                      |
| Ivan Krupin                | Mark Ivanir                                     | 5.04–5.05, 5.07–5.10, 5.12, 7.05–7.06                                                     | 5, 7                  | Tobias Lelle                                         |
| General Hussein Youssef    | Jigal Naor                                      | 5.04                                                                                      | 5                     | Tilo Schmitz                                         |
| Sabine                     | Janina Blohm-Sievers                            | 5.04                                                                                      | 5                     | Josephine Schmidt                                    |
| Mrs. Youssef               | Darina El Joundi                                | 5.04                                                                                      | 5                     |                                                      |
| Claudia                    | Emily Cox                                       | 5.04                                                                                      | 5                     | Lina Rabea Mohr                                      |
| Dr. Droz                   | Markus von Lingen                               | 5.04                                                                                      | 5                     |                                                      |
| Amena                      | Aylin Tezel                                     | 5.04                                                                                      | 5                     |                                                      |
| Mrs. Luskin                | Reymond Amsalem                                 | 5.04                                                                                      | 5                     |                                                      |
| BND-Beamter Keller         | Rainer Bock                                     | 5.05                                                                                      | 5                     | Rainer Bock                                          |
| Hussein                    | Mehdi Nebbou                                    | 5.05–5.06, 5.11                                                                           | 5                     | Marcus Off                                           |
| Bibi Hamed                 | René Ifrah                                      | 5.06–5.12                                                                                 | 5                     | Nils Nelleßen                                        |
| Hajik                      | Jarreth Merz                                    | 5.06                                                                                      | 5                     | Sascha Gluth                                         |
| Conrad Fuller              | Morocco Omari                                   | 5.06–5.07, 5.10–5.11                                                                      | 5                     | Marlon Rosenthal                                     |
| Qasim                      | Alireza Bayram                                  | 5.06–5.12                                                                                 | 5                     | Jan Makino                                           |
| Utku                       | Erol Afsin                                      | 5.06–5.11                                                                                 | 5                     | Simon Derksen                                        |
| Esam                       | Ori Yaniv                                       | 5.07                                                                                      | 5                     | Jens-Uwe Bogadtke                                    |
| Samir Khalil               | Makram Khoury                                   | 5.07–5.08                                                                                 | 5                     | Uli Krohm                                            |
| Ahmed Nazari               | Darwin Shaw                                     | 5.07–5.08                                                                                 | 5                     | Sven Hasper                                          |
| Zaheer                     | Tamer Arslan                                    | 5.07, 5.09–5.10                                                                           | 5                     | Adam Nümm                                            |
| Tovah Rivlin               | Hadar Ratzon-Rotem                              | 5.08, 6.01, 6.03                                                                          | 5, 6                  | Arianne Borbach                                      |
| Igal                       | Oshri Cohen                                     | 5.08                                                                                      | 5                     |                                                      |
| Wilhelm                    | Max Urlacher                                    | 5.09                                                                                      | 5                     |                                                      |
| Dr. Aman Aziz              | Rachid Sabitri                                  | 5.09, 5.11                                                                                | 5                     | Jeffrey Wipprecht                                    |
| Hanif                      | Reza Brojerdi                                   | 5.09–5.12                                                                                 | 5                     | Christopher Kohn                                     |
| Faisal Marwan              | Ercan Durmaz                                    | 5.10–5.11                                                                                 | 5                     | Dieter Memel                                         |
| Erna Richter               | Stefanie Mueller                                | 5.11–5.12                                                                                 | 5                     | Antje Thiele                                         |
| Dr. Emory                  | Rus Blackwell                                   | 5.11–5.12                                                                                 | 5                     | Wolfgang Wagner                                      |
| Dr. Rudolf                 | Jörg Hartmann                                   | 5.12                                                                                      | 5                     |                                                      |
| Anders                     | Joel Basman                                     | 5.12                                                                                      | 5                     |                                                      |
| Rob Emmons                 | Hill Harper                                     | 6.01–6.06, 6.08–6.12                                                                      | 6                     | Florian Halm                                         |
| Reda Hashem                | Patrick Sabongui                                | 6.01–6.05, 6.07                                                                           | 6                     | Nico Mamone                                          |
| General Jamie McClendon    | Robert Knepper                                  | 6.01, 6.07, 6.10, 6.12–7.01                                                               | 6–7                   | Andreas Hosang                                       |
| Ray Conlin                 | Dominic Fumusa                                  | 6.01–6.03, 6.05–6.06                                                                      | 6                     | Johannes Berenz                                      |
| Elian Coto                 | Alfredo Narciso                                 | 6.01, 6.12                                                                                | 6                     | Frank Schaff                                         |
| Sekhou Bah                 | J. Mallory McCree                               | 6.01–6.04                                                                                 | 6                     | Amadeus Strobl                                       |
| Simone Bah                 | Ashlei Sharpe Chestnut                          | 6.01–6.02, 6.04–6.05                                                                      | 6                     | Runa Aléon                                           |
| Aby Bah                    | Zainab Jah                                      | 6.01–6.02, 6.04–6.05                                                                      | 6                     | Carmen Katt                                          |
| Saad Mahsud                | Leo Manzari                                     | 6.01–6.03, 6.06                                                                           | 6                     | Tobias Schmidt                                       |
| Clarice                    | Mickey O’Hagan                                  | 6.01, 6.03, 6.10                                                                          | 6                     | Anja Mentzendorff                                    |
| Porteous Belli             | C.J. Wilson                                     | 6.02–6.04, 6.06–6.11                                                                      | 6                     | Stephan Hoffmann                                     |
| Farhad Narfisi             | Bernard White                                   | 6.03, 6.07, 6.09                                                                          | 6                     | Sven Gerhardt                                        |
| Dorit                      | Jacqueline Antaramian                           | 6.03–6.04, 8.12                                                                           | 6, 8                  | Sabine Jaeger                                        |
| Agent Thoms                | James Mount                                     | 6.03–6.06, 6.08, 6.10–6.12                                                                | 6                     | Peter Lontzek                                        |
| Roger                      | Ian Kahn                                        | 6.03, 6.05                                                                                | 6                     | Armin Schlagwein                                     |
| ESU Captain Wilson         | Robert T. Bogue                                 | 6.05                                                                                      | 6                     | Felix Würgler                                        |
| Mercedes Acosta            | Rachel Ticotin                                  | 6.06                                                                                      | 6                     | Nina Herting                                         |
| Präsident Morse            | Alan Dale                                       | 6.06                                                                                      | 6                     | Bodo Wolf                                            |
| Victor                     | Ronald Guttman                                  | 6.06                                                                                      | 6                     | Klaus-Dieter Klebsch                                 |
| Nate Joseph                | Seth Numrich                                    | 6.06–6.07, 6.09                                                                           | 6                     | Jeremias Koschorz                                    |
| Christine Lonas            | Marin Hinkle                                    | 6.07, 6.10, 6.12, 7.10                                                                    | 6, 7                  | Christin Marquitan                                   |
| Naser                      | Anthony Azizi                                   | 6.07–6.08                                                                                 | 6                     |                                                      |
| Rachel Crofts              | Orlagh Cassidy                                  | 6.07, 6.12                                                                                | 6                     | Silvia Mißbach                                       |
| Sharon Aldright            | Lesli Margherita                                | 6.08, 7.01–7.03                                                                           | 6, 7                  | Ilka Teichmüller                                     |
| Rudy                       | Chris Coy                                       | 6.08                                                                                      | 6                     | Nico Sablik                                          |
| George Pallis              | David Thornton                                  | 6.09–6.11                                                                                 | 6                     | Thomas Schmuckert                                    |
| Doctor Schouten            | David Adkins                                    | 6.09                                                                                      | 6                     | Otto Strecker                                        |
| Der Juwelier               | Dov Tiefenbach                                  | 6.10                                                                                      | 6                     | Daniel Montoya                                       |
| Christopher                | Philip Casnoff                                  | 6.12                                                                                      | 6                     |                                                      |
| Senator Sam Paley          | Dylan Baker                                     | 7.01–7.02, 7.06, 7.08–7.12                                                                | 7                     | Hans-Jürgen Dittberner                               |
| Bill                       | Mackenzie Astin                                 | 7.01–7.03, 7.07–7.09                                                                      | 7                     | Martin Gleitze                                       |
| Josie                      | Courtney Grosbeck                               | 7.01–7.02, 7.06–7.07, 7.10                                                                | 7                     | Melinda Rachfahl                                     |
| Janet Bayne                | Ellen Adair                                     | 7.01, 7.06, 7.09, 7.11–7.12                                                               | 7                     | Anja Burghardt                                       |
| Simone Martin              | Sandrine Holt                                   | 7.02–7.03, 7.05–7.06, 7.08–7.09, 7.11–7.12                                                | 7                     | Susanne Geier                                        |
| Agent Maslin               | Matt Servitto                                   | 7.02–7.04                                                                                 | 7                     | Peter Reinhardt                                      |
| Psychiaterin Dr. Meyer     | Sakina Jaffrey                                  | 7.02–7.03, 7.10                                                                           | 7                     | Sabine Arnhold                                       |
| J.J. Elkins                | Colton Ryan                                     | 7.02–7.04                                                                                 | 7                     | Moritz Lehmann                                       |
| General Rossen             | Fredric Lehne                                   | 7.03, 7.07                                                                                | 7                     | Manuel Vaessen                                       |
| Bo Elkins                  | David Maldonado                                 | 7.03–7.04                                                                                 | 7                     | Dirk Bublies                                         |
| Thomas Anson               | James D’Arcy                                    | 7.05–7.07, 7.10–7.12                                                                      | 7                     | Fabian Oscar Wien                                    |
| Jackie Goodman             | Chinasa Ogbuagu                                 | 7.05                                                                                      | 7                     | Dana Friedrich                                       |
| Doxie                      | Clé Bennett                                     | 7.05–7.07, 7.11–7.12                                                                      | 7                     | Tommy Morgenstern                                    |
| Bennett                    | Ari Fliakos                                     | 7.05–7.07, 7.11–12                                                                        | 7                     | Ulrich Blöcher                                       |
| Sandy Longmore             | Catherine Curtin                                | 7.06–7.12                                                                                 | 7                     | Peggy Sander                                         |
| Clint Prowler              | Peter Vack                                      | 7.06–7.09, 7.11–7.12                                                                      | 7                     | Daniel Schütter                                      |
| Charlotte                  | Jennifer Ferrin                                 | 7.06, 7.08                                                                                | 7                     | Sonja Spuhl                                          |
| Präsident Ralph Warner     | Beau Bridges                                    | 7.07, 7.10–7.12, 8.03–8.06                                                                | 7–8                   | Ronald Nitschke                                      |
| Reiko Umon                 | Julee Cerda                                     | 7.07                                                                                      | 7                     | Vera Teltz                                           |
| Viktor                     | Elya Baskin                                     | 7.08, 7.11–7.12, 8.10–8.11                                                                | 7–8                   | Uli Krohm                                            |
| Mirov                      | Merab Ninidse                                   | 7.09, 7.11, 8.11–8.12                                                                     | 7                     | Sven Brieger                                         |
| Clayton                    | Thomas G. Waites                                | 7.09                                                                                      | 7                     | Uwe Karpa                                            |
| Rhonda                     | Adrienne C. Moore                               | 7.10                                                                                      | 7                     |                                                      |
| Jim                        | Damian Young                                    | 7.10–7.12                                                                                 | 7                     | Oliver Siebeck                                       |
| General Yakushin           | Misha Kuznetsov                                 | 7.11–7.12                                                                                 | 7                     | Viktor Neumann                                       |
| Sen. Eames                 | Geoff Pierson                                   | 7.12                                                                                      | 7                     |                                                      |
| Michael Priess             | Michael Houston King                            | 7.12                                                                                      | 7                     |                                                      |
| Abdul Qadir G'ulom         | Mohammad Bakri                                  | 8.01–8.02, 8.04–8.08                                                                      | 8                     |                                                      |
| Jenna Bragg                | Andrea Deck                                     | 8.01–8.11                                                                                 | 8                     |                                                      |
| Mike Dunne                 | Cliff Chamberlain                               | 8.01–8.10                                                                                 | 8                     |                                                      |
| Agha Jan                   | Kevork Malikyan                                 | 8.01                                                                                      | 8                     |                                                      |
| Jim Turrow                 | Jim Hunt                                        | 8.01                                                                                      | 8                     |                                                      |
| Doug                       | Jonjo O’Neill                                   | 8.01                                                                                      | 8                     |                                                      |
| Vizepräsident Ben Hayes    | Sam Trammell                                    | 8.03–8.12                                                                                 | 8                     |                                                      |
| Jalal Haqqani              | Elham Ehsas                                     | 8.03, 8.07–8.10                                                                           | 8                     |                                                      |
| Präsident Daoud            | Christopher Maleki                              | 8.04–8-05                                                                                 | 8                     |                                                      |
| General Owens              | Terry Serpico                                   | 8.04–8.06                                                                                 | 8                     |                                                      |
| Lonnie                     | Austin Basis                                    | 8.06                                                                                      | 8                     |                                                      |
| Vanessa Kroll              | Karen Pittman                                   | 8.06, 8.10–8.11                                                                           | 8                     |                                                      |
| John Zabel                 | Hugh Dancy                                      | 8.07–8.12                                                                                 | 8                     |                                                      |
| Botschafter Rashad         | Samrat Chakrabarti                              | 8.10                                                                                      | 8                     |                                                      |
| Charlotte Benson           | Robin McLeavy                                   | 8.11–8.12                                                                                 | 8                     |                                                      |
| junger Saul Berenson       | Ben Savage                                      | 8.11                                                                                      | 8                     |                                                      |
| John Dance                 | Chris Bauer                                     | 8.11                                                                                      | 8                     |                                                      |
| junge Anna                 | Julie Engelbrecht                               | 8.11                                                                                      | 8                     |                                                      |